# Мариалва (Меда)
Мариалва (порт. Marialva) — район (фрегезия) в Португалии, входит в округ Гуарда. Является составной частью муниципалитета Меда. По старому административному делению входил в провинцию Бейра-Алта. Входит в экономико-статистический субрегион Бейра-Интериор-Норте, который входит в Центральный регион. Население составляет 271 человек на 2001 год. Занимает площадь 19,15 км².
Покровителем района считается Иаков Зеведеев (порт. São Tiago).